# آنتونیو دل واله روئیس

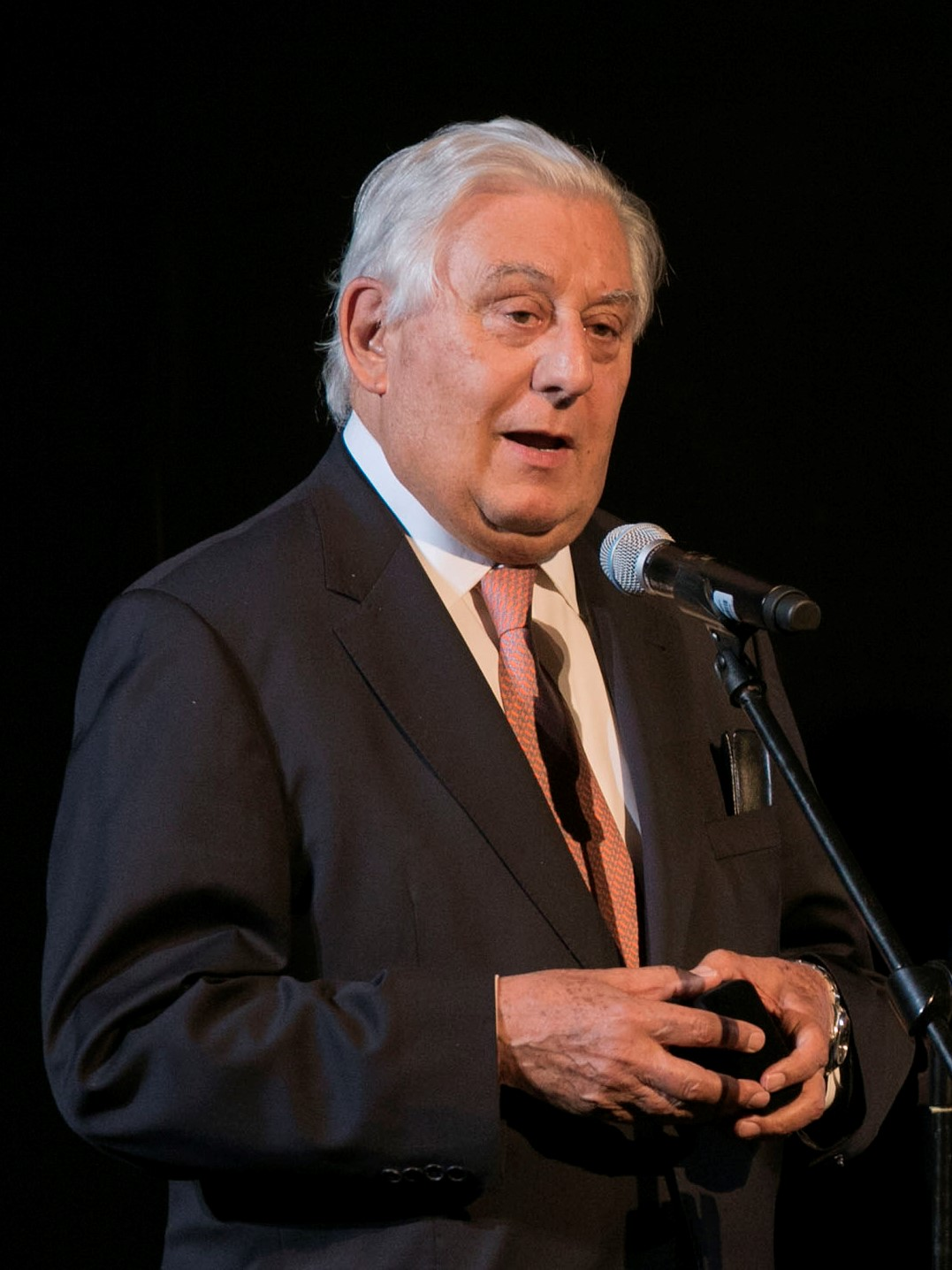
آنتونیو دل واله روئیس در سال ۲۰۱۸

آنتونیو دل واله روئیس (انگلیسی: Antonio del Valle Ruiz؛ زادهٔ ۱۹۳۸/۱۹۳۹ (۸۵–۸۶ سال)) کارآفرین و سرمایه‌دار اهل مکزیک است، که بعنوان مالک و رئیس هیئت مدیره شرکت مکزیکم فعالیت می‌نماید.